# Скарн
Скарн (швед. skarn — грязь, отбросы) — контактово-метасоматическая порода, возникающая вблизи интрузии, в случае, если вмещающие породы резко отличаются от интрузивных пород по химическому составу.
Скарн является продуктом реакционного взаимодействия контактирующих между собой карбонатных и алюмосиликатных пород при участии высокотемпературных постмагматических растворов в условиях прогрева внедрившейся силикатной (чаще всего кислой) магмой.
По минералогическому и химическому составу выделяют два типа скарнов: известковые и магнезиальные. Известковые скарны образуются в зоне контакта силикатных пород с известняками, магнезиальные — с доломитами.

## Известковые скарны

### Минеральный состав
Для известковых скарнов характерны кальцийсодержащие минералы. Главными минералами являются моноклинный пироксен и кальциевый гранат, часто в ассоциации с магнетитом, гематитом и эпидотом. Содержится кальцит. Пироксен как правило имеет диопсид-геденбергитовый состав. Диопсид в известковых скарнах может образовывать крупные кристаллы или сахаровидный агрегат мутно-зеленого или даже белого цвета. Гранат — гроссуляр-андрадит. Иногда встречаются везувиановые или волластонитовые скарны. Также известковые скарны могут содержать сульфиды (галенит, сфалерит, арсенопирит, халькопирит, молибденит), минералы бора (датолит, данбурит, аксинит), родонит.
Структура: кристаллическая, зернистая, бластовая.
Текстура: массивная, неоднородная, пятнистая.

### Условия образования и нахождения
Образуют залежи, линзы, тела неправильной формы, зоны, в непосредственном контакте силикатных и карбонатных пород (известняками).

## Магнезиальные скарны

### Минеральный состав
Для магнезиальных скарнов характерны магнийсодержащие минералы. В первую очередь это диопсид, шпинель, форстерит, флогопит и доломит. Из акцессорных наиболее часто встречается апатит, нередко образующий крупные кристаллы голубовато-зеленого цвета. Могут встречаться сфен и радиоактивный ортит. Воздействие радиоактивного излучения ортита меняет цвет сфена на черный. Также характерен скаполит, замещающий кристаллы калиевого полевого шпата, и роговая обманка, развивающаяся по диопсиду. В более железистых породах вместо чистого форстерита присутствует оливин с содержанием фаялитового минала.

### Условия образования и нахождения
Образуют зоны, залежи, линзы, жильные тела на контакте гранитоидов с доломитами и доломитовыми мраморами, либо с магматическими породами ультраосновного состава (дуниты, гарцбургиты).

## Полезные ископаемыесвязанные со скарнами
К скарнам нередко приурочены промышленные скопления руд и неметаллических полезных ископаемых. В связи с этим, выделяется особый генетический тип месторождений — скарновый, имеющий важное промышленное значение.
С известковыми скарнами связаны месторождения железа (Магнитогорское месторождение в Чел. обл.), меди, вольфрама-молибдена (Тырныауз на Сев. Кавказе), свинца и цинка, бора. Месторождения железа скарнового типа характеризуются обычно не очень большими запасами (хотя есть исключения, такие как г. Магнитная на Урале) и высоким качеством руды, сложенной как правило магнетитом, реже — гематитом. Свинцово-цинковая минерализация связана не столько со скарнированием, сколько с последующей гидротермальной проработкой скарновых тел.
С магнезиальными скарнами связаны крупные месторождения флогопита (например Слюдянка в южном Прибайкалье) и магнетита (Тёйское в Горной Шории).